# بأغنية في قلبي (فلم)
بأغنية في قلبي (بالإنجليزية: With a Song in My Heart) هو فيلم موسيقي تم إنتاجه في الولايات المتحدة وصدر في سنة 1952.

## طاقم التمثيل
- سوزان هيوارد

### ترشيحات وجوائز
| السنة | الحدث  | الفئة               | النتيجة  |
| ----- | ------ | ------------------- | -------- |
|       | أوسكار | أفضل موسيقى تصويرية | فـــــوز |

## الميزانية والإيرادات
حقق أرباحا تقدر بـ 3.25 مليون دولار.

## وصلات خارجية
- مقالات تستعمل روابط فنية بلا صلة مع ويكي بيانات